# Eleutherodactylidae
Eleutherodactylidae é uma família de anfíbios da ordem Anura. Está distribuída nas Américas, do sul dos Estados Unidos ao norte da América do Sul.

## Taxonomia
O grupo foi considerado como uma subfamília de Leptodactylidae. Um estudo molecular amplo, em 2011, demonstrou uma maior relação do clado com a família Craugastoridae, elevando-o a categoria de família.

### Sistemática
A família está subdividida em duas subfamília, cada uma com dois gêneros:
- Subfamília Eleutherodactylinae Lutz, 1954
  - Gênero Diasporus Hedges, Duellman & Heinicke, 2008
  - Gênero Eleutherodactylus Duméril & Bibron, 1841
- Subfamília Phyzelaphryninae Hedges, Duellman & Heinicke, 2008
  - Gênero Adelophryne Hoogmoed & Lescure, 1984
  - Gênero Phyzelaphryne Heyer, 1977